# Point Sublime (Verdon)
Point Sublime je výhledové místo na soutěsku Grand canyon du Verdon v jižní Francii.
Tato vyhlídka se nalézá na pravém břehu řeky Verdon, pod vesnicí Rougon v departementu Alpes-de-Haute-Provence a Provence-Alpes-Côte d'Azur.

## Galerie

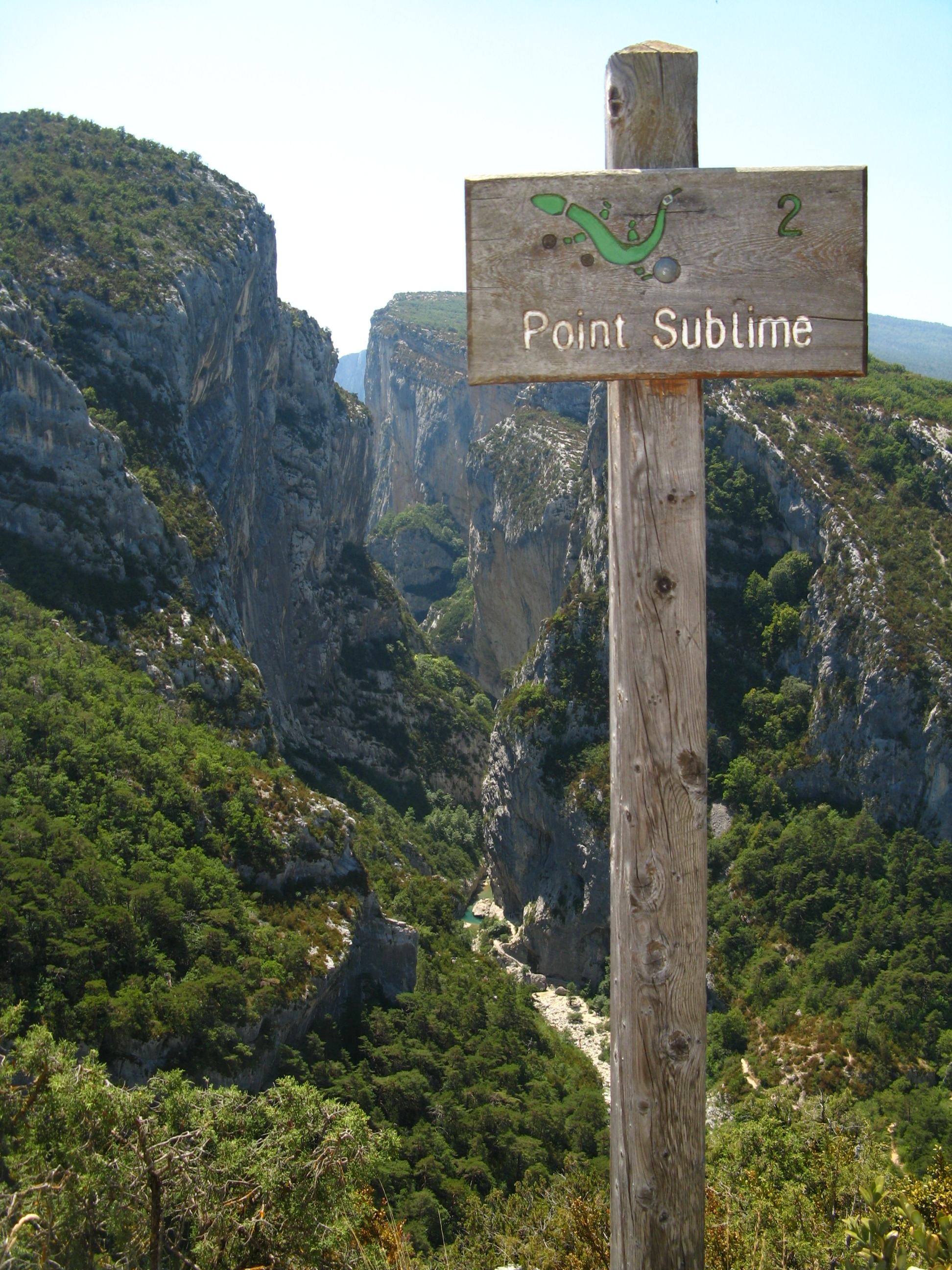
pohledy z vyhlídky Point Sublime
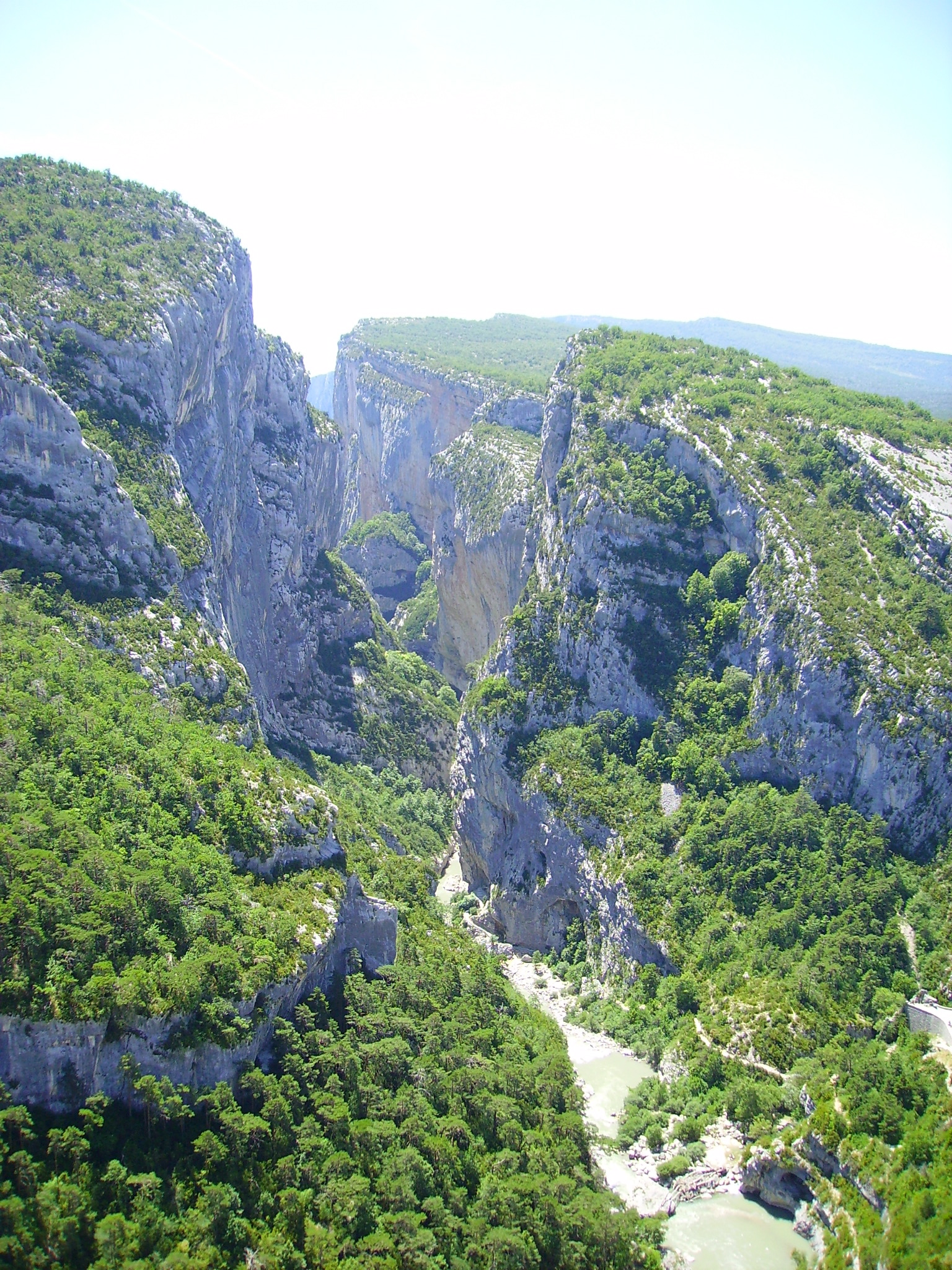
pohledy z vyhlídky Point Sublime
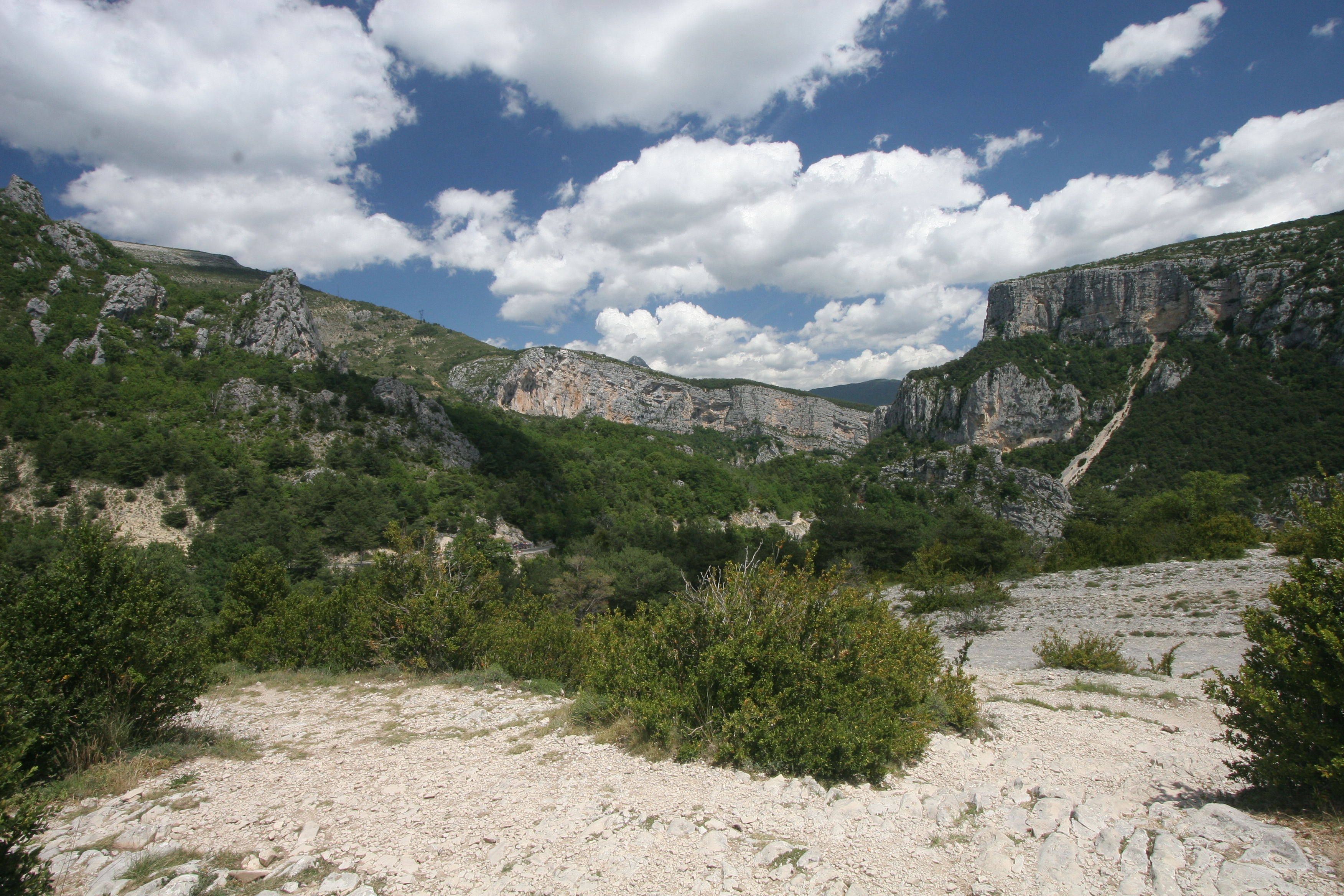
pohledy z vyhlídky Point Sublime
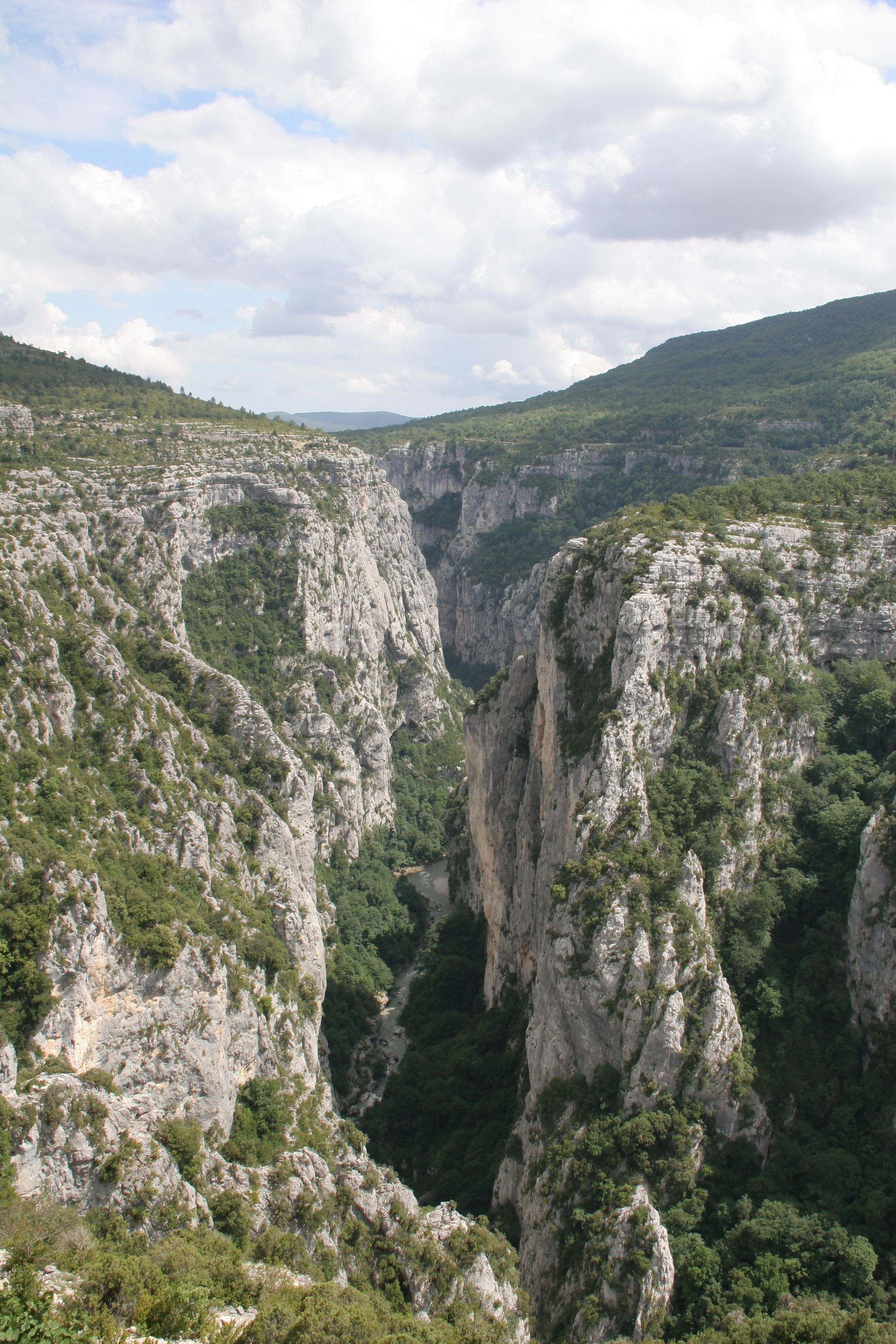
pohledy z vyhlídky Point Sublime
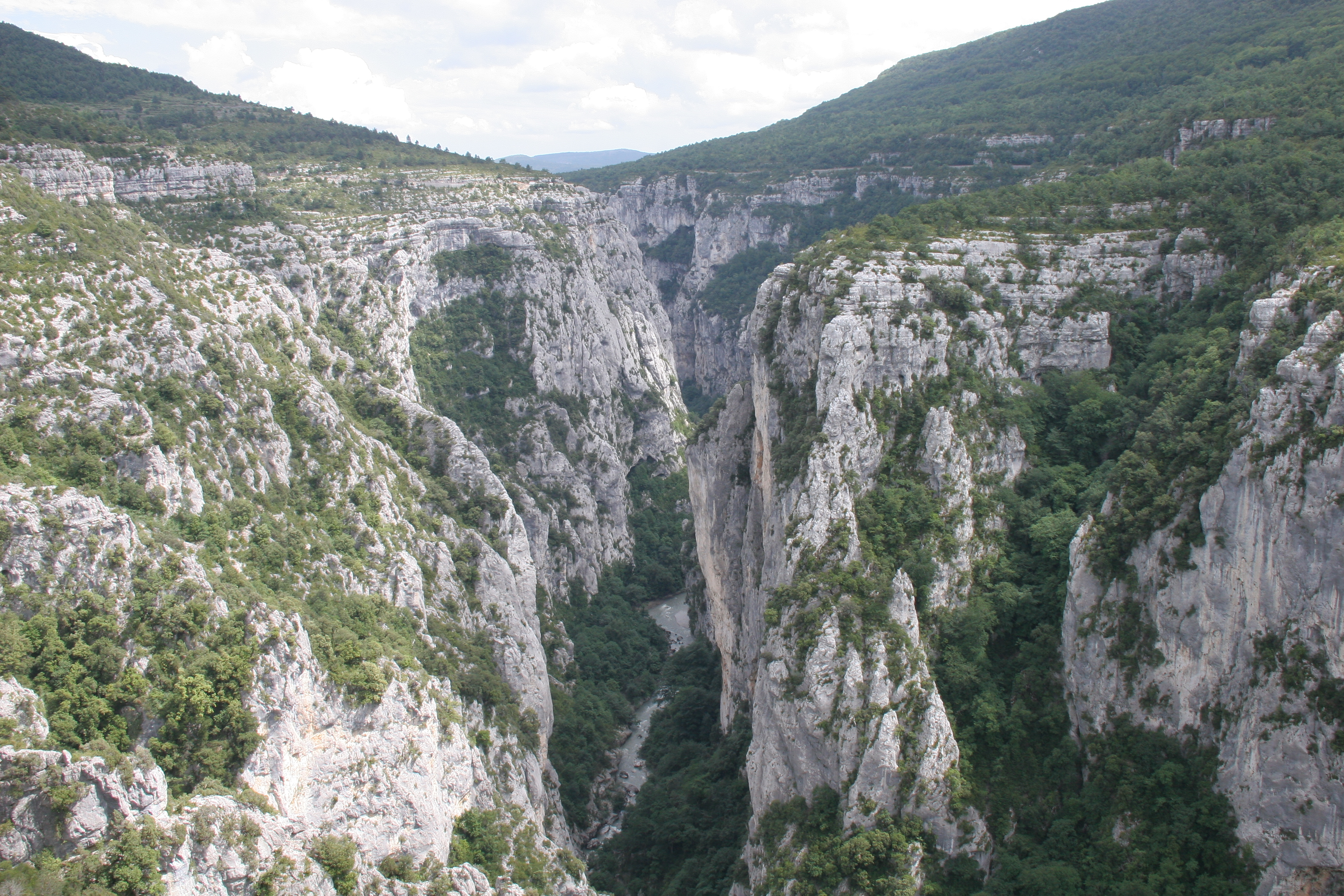
pohledy z vyhlídky Point Sublime